# Picobia
Picobia – rodzaj roztoczy z rzędu Trombidiformes i rodziny dutkowców. Są obligatoryjnymi pasożytami zewnętrznymi ptaków, bytującymi wewnątrz dutek ich piór. Do ich żywicieli należą przedstawiciele 15 rodzin ptaków z 4 rzędów: wróblowych, papugowych, dzięciołowych oraz dzioborożcowych.

## Morfologia
Roztocze o wydłużonym, robakowatym, ubarwionym mlecznobiało ciele, podzielonym na pseudotagmy – gnatosomę i idiosomę, a tej ostatniej z kolei na propodosomę i hysterosomę. Występuje silnie zaznaczony dymorfizm płciowy oraz polimorfizm samic w formie fizyogastrii. Samce są bardziej krępej budowy i osiągają od 335 do 645 μm długości. Samice formy typowej są bardziej wydłużone i osiągają od 450 do 770 μm długości. Samice fizyogastryczne mają hysterosomę bardzo silnie wydłużoną i osiągają od 380 do 1905 μm długości. Fizyogastria jest u nich adaptacją pozwalającą złożyć 2 lub 3 bardzo duże jaja, a nie, jak u większości stawonogów, pozwalającą składać duże ilości małych jaj.
Gnatosoma ma subkapitulum osadzone głęboko w idiosomie, stylofor o tylnej części zaokrąglonej oraz perytremy o kształcie litery „V”, „U” lub „M” z komorami dobrze widocznymi we wszystkich ich gałęziach. Wierzchołek hypostomu u samca jest zawsze zaokrąglony, natomiast u samicy może być spłaszczony. Boki hypostomu pozbawione są uzębienia. Szczękoczułki mają palce ruchome o wierzchołku grzbietowym bezzębnym, natomiast części tylnej u samic niekiedy zaopatrzonej w ząbki. Odsiebne końce stopogoleni nogogłaszczków są ścięte.
Idiosoma jest całkowicie pozbawiona oczu i kupuli. Propodosoma ma na stronie grzbietowej (propodonotum) tarczkę propodonotalną wtórnie podzieloną wzdłużnie na dwie wąskie tarczki; na tarczkach tych leżą trzy pary szczecinek: ve, si i se. Ponadto między tymi dwiema tarczkami pojawiać się może jeszcze nieparzysta tarczka środkowa. W sumie na wierzchu propodosomy obecnych jest 6 par szczecinek, z których szczecinki vi i ve leżą w jednym poprzecznym rządku, a szczeciny grzbietowe (d) mają koralikowatą ornamentację. Na grzbietowej stronie hysterosomy (hysteronotum) samicy szczecinki są długie, a tarczka hysterosomalna (hysteronotalna) nie występuje. U samca na hysteronotum obecna jest całobrzega lub wzdłużnie podzielona, ale nigdy nie zrośnięta z tarczką pygidialną tarczka hysterosomalna, a spośród szczecinek hysteronotalnych te oznaczone d1 i e2 są krótkie. Tarczka pygidialna może nie występować u samicy. W regionie genitalno-analnym samicy występuje po 1 parze szczecinek genitalnych i aggenitalnych oraz 2 pary szczecinek pseudanalnych; ponadto obecne mogą być lub nie tarczka genitalna i płaty genitalne; tarczka aggenitalna nie występuje. U samca występują po 2 pary szczecinek pseudanalnych, genitalnych i aggenitalnych; obecna jest również tarczka aggenitalna, która może być całobrzega lub wzdłużnie podzielona.
Na spodzie propodosomy apodemy mają przebieg równoległy do położonych pośrodkowo cierniopodobnych wzgórków. Dwie pierwsze pary odnóży są grubsze niż dwie ostatnie. Na odnóżach występuje kompletny zestaw solenidiów spotykanych w rodzinie dutkowców: ωI, φI, σI, ωII.

## Biologia i ekologia
Wszyscy przedstawiciele rodzaju są obligatoryjnymi pasożytami zewnętrznymi ptaków. Bytują wewnątrz dutek ich piór, w przeciwieństwie do większości dutkowców nie ograniczając się do lotek. Żerują na płynie tkankowym, przebijając w tym celu ścianę dutki swymi sztyletowatymi palcami ruchomymi szczękoczułków. Nowo wykształcające się dutki zajmowane są przez roztocze za pośrednictwem ich naturalnego otworu – umbilicus superior.
Wśród żywicieli tego rodzaju wymienia się 15 rodzin ptaków z 4 rzędów. Spośród wróblowych Picobia stwierdzono u bilbili, cudowronków, jaskółkowatych, krukowatych, łuszczakowatych, nektarników, pokrzewek, raniuszków, skałowronów, skowronków, szpakowatych i wąsatek. Poza tym stwierdzono je u papugowatych z rzędu papugowych, dzięciołowatych z rzędu dzięciołowych oraz sierpodudków z rzędu dzioborożcowych.

## Rozprzestrzenienie
Rodzaj kosmopolityczny, znany ze wszystkich krain zoogeograficznych oprócz Antarktydy. Zasięg poszczególnych gatunków pokrywa się najpewniej z zasięgiem ich żywicieli, jednak ich rozmieszczenie jest tylko fragmentarycznie zbadane. W Polsce do 2015 roku stwierdzono 9 gatunków, w tym 7 nowych dla nauki.

## Taksonomia
Rodzaj i jego gatunek typowy opisane zostały po raz pierwszy w 1878 roku przez Gottfrieda Hallera na łamach „Zeitschrift fur Wissenschafliche Zoologie”. Początkowo rodzaj był monotypowy. Do rodziny dutkowców jako pierwszy zaliczył go w 1957 roku Wsiewołod Dubinin. W 1973 roku Donald E. Johnston i John Kethley ustanowili go typem nomenklatorycznym nowej podrodziny Picobiinae, wyróżnionej na podstawie analizy fenetycznej. Pierwszej, morfologicznej, analizy filogenetycznej rodziny dokonali w 2013 roku Maciej Skoracki, Eliza Głowska i Andre Bochkov – potwierdziła ona monofiletyzm podrodziny Picobiinae, a rodzaj Picobia umieściła w linii ewolucyjnej obejmującej też rodzaje Columbiphilus i Calamincola i zajmującej pozycję siostrzaną dla linii obejmującej rodzaje Neopicobia i Rafapicobia.
Do rodzaju tego należy 39 opisanych gatunków:

- Picobia biarmicus Skoracki, Bochkov and Wauthy, 2004
- Picobia brotogeris Fain, Bochkov and Mironov, 2000
- Picobia caudati Skoracki and Hebda, 2004
- Picobia cetti Skoracki, 2011
- Picobia chloris Bochkov, Mironov and Kravtsova, 2000
- Picobia cichladusa Skoracki, Solarczyk and Sikora, 2012
- Picobia cissa Skoracki, Bochkov and Wauhty, 2004
- Picobia corcoracus Skoracki, Glowska and Sikora, 2008
- Picobia currucae Skoracki and Magowski, 2001
- Picobia dinemellia Glowska and Skoracki, 2011
- Picobia dryobatis (Fritsch, 1958)
- Picobia dziabaszewskii Glowska, Dragun-Damian and Dabert, 2012
- Picobia echo Skoracki, Solarczyk and Sikora, 2012
- Picobia eremophila Skoracki, 2011
- Picobia galerida Skoracki, 2011
- Picobia heeri Haller, 1878
- Picobia hylocichlae Skoracki, Spicer and OConnor, 2014
- Picobia illadopsae Skoracki and Hromada, 2013
- Picobia indonesiana Skoracki and Glowska, 2008
- Picobia lamprotornis Klimovičová, Skoracki, Wamiti and Hromada, 2014
- Picobia lemi Skoracki, Glowska and Sikora, 2008
- Picobia mentalis Skoracki and Unsoeld, 2014
- Picobia myiopagi Glowska and Milensky, 2014
- Picobia myrmecocichla Skoracki, Solarczyk and Sikora, 2012
- Picobia ochoi Glowska and Milensky, 2014
- Picobia oritis Skoracki, Antczak and Riegert, 2009
- Picobia paludicola Skoracki and Kiljan, 2002
- Picobia passeri Skoracki and Sikora, 2014
- Picobia phoeniculi Fain, Bochkov and Mironov, 2000
- Picobia phoenicuri Skoracki and Hromada, 2013
- Picobia ploceus Klimovičová, Skoracki, Wamiti and Hromada, 2014
- Picobia psaltriparus Skoracki, Hendricks and Spicer, 2010
- Picobia pycnonoti Glowska, Skoracki and Khourly, 2007
- Picobia ramphastos Fain, Bochkov and Mironov, 2000
- Picobia riparius Skoracki, 2011
- Picobia sayornis Glowska, 2014
- Picobia schmidti Glowska and Milensky, 2014
- Picobia sturni Skoracki, Bochkov and Wauthy, 2004
- Picobia troglodytidus Sikora and Skoracki, 2012